# فیلیپ ریف
فیلیپ ریف (انگلیسی: Philip  Rieff؛ زاده ۱۵ دسامبر ۱۹۲۲ – درگذشته ۱ ژوئیهٔ ۲۰۰۶) نویسنده و جامعه‌شناس اهل ایالات متحده آمریکا بود. وی از ۱۹۶۱ تا ۱۹۹۲ در دانشگاه پنسیلوانیا به تدریس جامعه‌شناسی پرداخت.
وی همچنین برندهٔ جوایزی همچون کمک‌هزینه گوگنهایم شده‌است.

## آثار
- Freud: The Mind of the Moralist, 1959.
- Collected Papers of Sigmund Freud (ed.). Collier Books, 1963.
- The Triumph of the Therapeutic. Harper & Row, 1966.
- Fellow Teachers. Harper & Row, 1973.
- The Feeling Intellect. University of Chicago Press, 1990.
- My Life Among the Deathworks. University of Virginia Press, 2006.
- Charisma. Pantheon, 2007.
- The Crisis of the Officer Class. University of Virginia Press, 2007.
- The Jew of Culture. University of Virginia Press, 2008.